# La cara del terror
La cara del terror (títol original en anglès: The Astronaut's Wife) és una pel·lícula estatunidenca dirigida per Rand Ravich, estrenada el 1999. Ha estat doblada al català.

## Argument
Spencer Armacost és un famós astronauta, casat amb la bella i sensual Jillian. Durant una missió a l'espai per reparar un satèl·lit artificial, Spencer i el seu col·lega Alex Streck tenen un "accident" que fa témer el pitjor. Afortunadament, no cal preocupar-se oficialment, una tempesta magnètica ha impactat en el segment espacial on estaven, i es perden dos minuts de l'enregistrament de so de la missió, per culpa de les interferències.
Els dos astronautes tornen a casa, però no exactament "sans i estalvis". Si de fet, Spencer no té cap problema, Alex, al contrari té greus problemes psicològics i físics des del principi: a risc de morir en una taula d'operacions, és pres de convulsions, i violent amb tothom, la seva dona Natalie en primer lloc. Un atac més violent del que és habitual, diagnosticat com un accident vascular cerebral, resulta fatal. Poc després, Natalie se suïcida, oficialment pel dolor, amb una ràdio a la dutxa, després d'haver farfullat paraules estranyes a les orelles de Jillian.
Uns dies més tard, durant una festa per celebrar l'arribada de Spencer, Jillian anuncia que està embarassada de bessons.
Al principi tot va bé, però un dia es presenta el Dr. Sherman Reese, enginyer de la NASA que tenia grans dubtes sobre l'"accident" dels astronautes. Amb un to agitat i el que sembla una bogeria, Reeses lliura a Jillian una gravació dels dos minuts en blanc, que no és causat per una tempesta magnètica, sinó per l'atac de dos alienígenes que han pres possessió dels cossos de Spencer i d'Alex, i també, que Natalie s'havia suïcidat, no pel dolor, sinó perquè havia descobert que estava embarassada de bessons.

## Repartiment
- Johnny Depp: Comandant Spencer Armacost
- Charlize Theron: Jillian Armacost
- Joe Morton: Sherman Reese, representant de la NASA
- Clea DuVall: Nan
- Donna Murphy: Natalie Streck
- Nick Cassavetes: Capità Alex Streck
- Samantha Eggar: Dr. Patraba
- Gary Grubbs: director de la NASA
- Blair Brown: Shelly McLaren
- Tom Noonan: Jackson McLaren
- Julian Barnes: servidor
- Cole Sprouse: bessó
- Dylan Sprouse: bessó